# John Joseph Lydon
John Lydon (31 de gener de 1956 a Holloway, Londres, Anglaterra), també conegut com a Johnny Rotten és un músic punk anglès conegut principalment per haver estat el vocalista del llegendari grup Sex Pistols, pioners de la primera ona del punk. Després de la dissolució de la seva primera banda va formar Public Image Limited. La seva imatge provocadora i sarcàstica van influenciar a una nova i rebel joventut a finals dels anys 70.

## Biografia
John Lydon va néixer a Holloway, Londres. Durant la seva infància va viure amb els seus pares, catòlics procedents d'Irlanda, i amb els seus tres germans. Amb set anys va contreure meningitis, perdent la memòria després d'un llarg coma. Actualment està casat amb Nora Forster, mare d'Ari Up, vocalista de la banda punk d'influència reggae The Slits.

### Sex Pistols
Lydon solia merodejar per la botiga de Malcolm McLaren, SEX, per l'any 1975. Quan Malcolm va tornar de Nova York, on havia representat als New York Dolls durant una gira, va idear la formació d'un grup amb un estil similar, però barrejat amb la imatge de Richard Hell. La banda ja tenia a tres dels seus components, Steve Jones, Glenn Matlock i Paul Cook, per a quan McLaren es va fixar en Lydon, que per aquest llavors li va cridar l'atenció pel seu pèl tenyit de verd i la seva samarreta de Pink Floyd amb les paraules "I hate" ("jo odio") escrites amb retolador damunt, per al lloc de vocalista.
El 1977 la banda va publicar la famosa cançó "God Save the Queen" durant les noces de plata de la reina Isabel II. La cançó va ser un èxit però va causar tanta polèmica que Lydon va ser fins i tot agredit físicament. Passat un temps, la banda va decidir canviar al seu baixista Glen Matlock, per la qual cosa Lydon va proposar a un conegut seu com substitut, John Simon Ritchie-Beverly, que després seria conegut com a Sid Vicious. Al principi la inclusió de Vicious va ser un gran èxit però l'addicció a l'heroïna del baixista i la seva conflictiva relació amb Nancy Spungen va provocar frecs entre ambdós. El 1978 durant la primera gira de Sex Pistols pels Estats Units, la banda es va desintegrar després d'un accidentat show a San Francisco. Les últimes paraules de John van ser "Ever get the feeling you've been cheated?" ("Heu tingut mai la sensació d'haver estat enganyats?"). Més tard, l'autor del fanzine Punk Legs McNeil citaria en el seu llibre Please Kill Me l'haver-se trobat amb John al CBGB pocs dies després d'aquest últim recital i haver-li vist una remera que es va vendre durant el tour en la qual deia "Jo vaig sobreviure al tour dels Sex Pistols", i sota li havia escrit en marcador "Però la banda no".

## La seva vida després de Sex Pistols
Després de la separació dels Pistols, Lydon es va dedicar al grup Public Image Limited, que va formar amb l'exguitarrista de The Clash Keith Levene. El 1996 els Sex Pistols es van reunir novament ja sense Sid Vicious, mort el 1979, per a una gira mundial que després van repetir el 2002 i 2004.